# Elena Pla Toda
Elena Pla Toda (siglo XX) fue una modelo española, elegida Miss España en 1930.

## Biografía
Nacida en los primeros años del siglo XX con el nombre de Elena Pla Toda, fue elegida Miss España en 1930, la segunda chica proveniente de Valencia, como su predecesora, Pepita Samper.
Después de ello, hubo que esperar hasta que Amparo Rodrigo, en 1968, se convirtiese en la nueva Miss proveniente de la Comunidad Valenciana. A continuación, participó en otros concursos de belleza a nivel internacional, viajando de París a Río de Janeiro.